# Ernst Jacobi

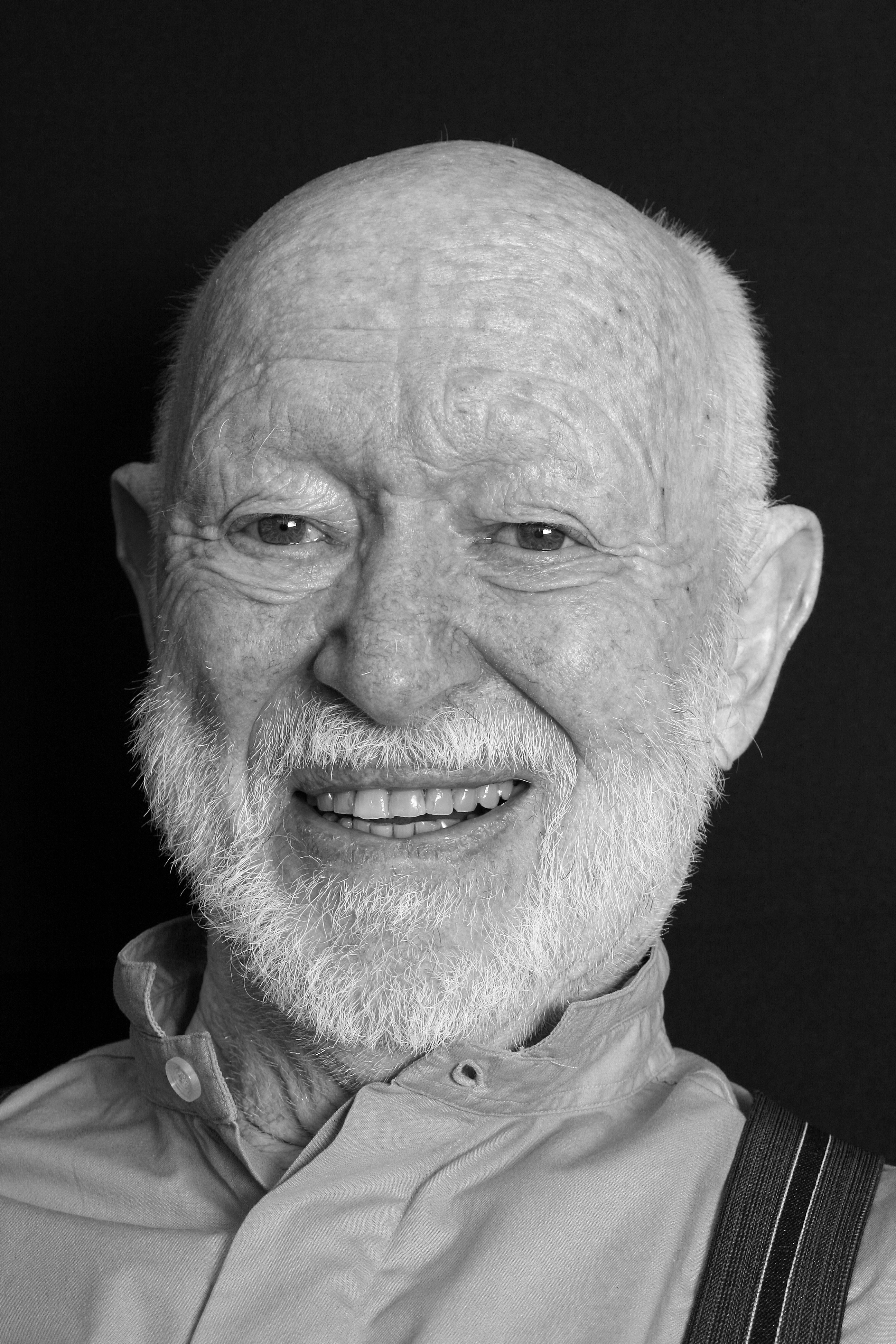
Ernst Jacobi 2018 auf einer Fotografie von Stuart Mentiply

Ernst Jacobi (* 11. Juli 1933 in Berlin; † 23. Juni 2022 in Wien), geboren als Ernst Gerhard Ludwig Jacobi-Scherbening, war ein deutscher Theater- und Filmschauspieler sowie Hörspielautor, Hörspiel- und Synchronsprecher.

## Leben und Wirken
Jacobi entdeckte schon früh seine Leidenschaft für das Schauspiel und begann seine künstlerische Laufbahn beim Hörfunk, wo er als 14-Jähriger Sprechrollen beim RIAS in Berlin-Schöneberg erhielt. Nach seinem Abitur absolvierte er ab 1951 eine dreijährige Schauspielausbildung an der Max-Reinhardt-Schule für Schauspiel in Berlin und studierte anschließend bei Jacques Lecoq an der Stage d’éte sur le mime in Paris und London.
Während seiner Schauspielausbildung erhielt Jacobi sein erstes Bühnenengagement am Berliner Hebbel-Theater und debütierte in Shakespeares Die lustigen Weiber von Windsor unter der Regie von Rudolf Noelte. Weitere Theaterstationen waren unter anderem das Theater am Kurfürstendamm, die Tribüne und das Schiller-Theater in Berlin sowie Hamburg (Deutsches Schauspielhaus) und München (Kammerspiele). Im Jahr 1977 folgte er einem Ruf an das Wiener Burgtheater, dem er bis 1984 angehörte. Ab 1987 wurde für fünf Jahre das Zürcher Schauspielhaus seine künstlerische Heimat.
Jacobi startete seine Fernsehkarriere Anfang der 1950er-Jahre mit Beginn der ersten Versuchsendungen und spielte Haupt- und Nebenrollen in Stücken wie Die glücklichen Tage (1953). Zum Film kam Ernst Jacobi Ende der 1950er-Jahre und trat anfangs mit kleineren Rollen in Kinofilmen wie Hans Quests musikalischer Komödie Die große Chance (1957) und Gerd Oswalds Krimi Am Tag, als der Regen kam (1959) in Erscheinung. In Volker Schlöndorffs Grass-Adaption Die Blechtrommel (1979) spielte er an der Seite von David Bennent, Mario Adorf und Berta Drews die Rolle des Gauleiters Löbsack.
In den 1960er-Jahren konzentrierte Jacobi sich verstärkt auf seine Fernseharbeit und wirkte unter anderem in Literaturverfilmungen mit, darunter in Rolf Hädrichs Ost-West-Geschichte Nachruf auf Jürgen Trahnke (1962) sowie in Filmen wie Bauern, Bonzen und Bomben (1973) und Heinar Kipphardts Leben des schizophrenen Dichters Alexander März, in dem er 1975 die Titelrolle übernahm. Für seine Leistung wurde Ernst Jacobi im selben Jahr mit dem „Prix Italia“ gewürdigt. Im Jahr 1976 erhielt er für seine Interpretation des Alexander März von der Berliner Akademie der Künste den Kunstpreis Berlin.
In Eberhard Fechners preisgekröntem Zweiteiler Tadellöser & Wolff war Jacobi 1975 in der Rolle des Autors der Romanvorlage Walter Kempowski zu sehen und kommentierte die Handlung als Erzähler aus dem Off. Im Jahr 1983 spielte Jacobi Jakob Fugger in dem TV-Mehrteiler Vom Webstuhl zur Weltmacht, der die Geschichte der Augsburger Handelsdynastie erzählt. Von März bis November 2011 verkörperte er die Rolle des Konstantin von Walden in der ARD-Telenovela Rote Rosen.
Jacobi war in verschiedenen Hörbuch- und Hörspielproduktionen zu hören, z. B. Ken Folletts Die Säulen der Erde, Donna W. Cross’ Die Päpstin und als Herr Sellars in Otherland nach Tad Williams. Auch als Synchronsprecher war Jacobi tätig, so gab er z. B. Michael Moriarty als Sturmbannführer Erik Dorf in dem TV-Mehrteiler Holocaust – Die Geschichte der Familie Weiss seine Stimme. Er ist auch in einigen deutschen Fassungen von Disney-Filmen zu hören, etwa als die Titelfigur in Peter Pan (1953). Auch sprach er Christopher Lloyd als Doc Brown in Zurück in die Zukunft. Jacobi war in dem Film Das weiße Band – Eine deutsche Kindergeschichte (2009) als Erzähler zu hören.
Er
verfasste in den 1980er und 1990er Jahren auch mehrere Hörspiele, bei denen er zum Teil auch die Regie führte und als Sprecher zu hören war. 
Jacobi hatte zumindest zeitweise seinen Wohnsitz im oberösterreichischen Zaglau im Mühlviertel. Im Dezember 1994 heiratete er in vierter Ehe Barbara (1950–2024), Tochter von Wolfgang Schneiderhan und Irmgard Seefried. Er starb im Juni 2022 im Alter von 88 Jahren in Wien.

## Filmografie (Auswahl)
- 1957: Spielbank-Affäre
- 1961: Heute gehn wir bummeln
- 1962: Nachruf auf Jürgen Trahnke
- 1965: Ein Tag – Bericht aus einem deutschen Konzentrationslager 1939
- 1965: Die Chinesische Mauer
- 1972: Tatort: Wenn Steine sprechen (TV-Reihe)
- 1973: Bauern, Bonzen und Bomben
- 1975: Leben des schizophrenen Dichters Alexander März
- 1975: Tadellöser & Wolff
- 1975: Derrick: Paddenberg
- 1979: Der Mörder
- 1979: Die Blechtrommel
- 1980: Tatort: Herzjagd (TV-Reihe)
- 1981: Deutschland, bleiche Mutter
- 1982: Die Krimistunde (Fernsehserie, Folge 1, Episode: Unter Zeugen)
- 1983: Vom Webstuhl zur Weltmacht
- 1985: Tatort: Ordnung ist das halbe Sterben (TV-Reihe)
- 1987: Derrick: Die Dame aus Amsterdam (Folge 149)
- 1988: Die Bertinis
- 1988: Derrick: Die Stimme
- 1988: Bastard (TV-Serie, Mehrteiler)
- 1991: Erfolg
- 1994: Derrick: Abendessen mit Bruno
- 1996: Zerrissene Herzen
- 1996: Roula – Dunkle Geheimnisse
- 1997: Derrick: Pornocchio
- 1998: Der Alte: Rivalen (Folge 235)
- 2003: Sams in Gefahr
- 2005: Neue Freunde, neues Glück
- 2005: Der Alte – Folge 306: Der Nachruf
- 2009: Das weiße Band – Eine deutsche Kindergeschichte
- 2010: Masserberg
- 2017: Polizeiruf 110: Nachtdienst
- 2017: Am Abend aller Tage

## Hörspiele (Auswahl)

### Autor
- 1983: Warten – Regie: Ulrich Gerhardt (SFB)
- 1983: I G U A Z U – Bericht von einem Ausflug (Sprechrolle: Erzähler) – Regie: Horst H. Vollmer (SR/BR)
- 1983: Iguazu (Sprechrolle: 1. und 2. Sprecher) – Regie: Horst H. Vollmer (SR/BR)
- 1983: Iguazu – Regie: Ferry Bauer (ORF Oberösterreich)
- 1983: Auf eigenen Wunsch – Regie: Ferry Bauer (ORF Oberösterreich)
- 1984: Rattenbronn unverändert  – Regie: Heiner Schmidt (SR)
- 1985: Erste Begegnung (Sprechrolle ohne nähere Angabe) – Regie: Ernst Jacobi, Peter Zwetkoff (SFB)
- 1987: Der Stich – Regie: Ernst Jacobi (SFB)
- 1987: Der Stich – Regie: Alfred Pittertschatscher (ORF Oberösterreich)
- 1996: Rheinsalm – (Sprechrolle ohne nähere Angabe) – Regie: Heide Stockinger (ORF Oberösterreich)
- 1999: Flußkilometer 554 oder Was ausschlaggebend war – Regie: Heide Stockinger, Alfred Pittertschatscher (ORF Oberösterreich)

Quellen: Ö1-Hörspieldatenbank und ARD-Hörspieldatenbank

### Sprecher
- 1959: Thierry: Pension Spreewitz (Ein junger Dichter und ein Fräulein mit Hula Reifen, Folge 33, Erstsendung 7. März 1959) – Regie: Ivo Veit (RIAS Berlin)
- 1962: Richard Hughes: Gefahr – Regie: Fritz Schröder-Jahn (Original-Hörspiel – NDR)
- 1969: Anne Dorn: Lauter Luder – Regie: Hartmut Kirste (Hörspiel – SWF)
- 1975: Walter Adler: Centropolis – Regie: Walter Adler (Science-Fiction-Hörspiel – SWF)
- 1976: Jean Chatenet: Die Wölfin – Regie: Raoul Wolfgang Schnell (Kriminalhörspiel – SDR)
- 1976: Hans-Peter Preßmar: Person Apers lebt in Gefühlsgemeinschaft – Regie: Andreas Weber-Schäfer (Science-Fiction-Hörspiel – SWF)
- 1977: Rolf Schneider: Notlandung – Regie: Bernd Lau (Science-Fiction-Hörspiel – HR und BR)
- 1982: Per Wahlöö: Mord im 31. Stock, Teil 2: Die Katastrophe – Regie: Hermann Naber, (Krimi / Science-Fiction-Hörspiel – SFB)
- 1985: Ursula K. Le Guin: Angst unter Bäumen – Regie: Ernst Wendt, (Science-Fiction-Hörspiel – BR)
- 1989: Eike Gallwitz: Ambra – Das letzte Geschenk – Regie: Andreas Weber-Schäfer (Science-Fiction-Hörspiel – SWF)
- 1993: Tankred Dorst: Merlin oder das wüste Land (Merlin) – Regie: Walter Adler (Hörspiel – MDR)
- 1998: Pierre Bourgeade: Der Pass – Regie: Joachim Staritz (Hörspiel – MDR)
- 1999: Ken Follett: Die Säulen der Erde (Erzähler) – Regie: Leonhard Koppelmann (Hörspiel (9 Teile) – WDR)
- 1999: Kai Buchholz: Es ist eine herrliche Sonne hier und ein schlechter Mensch (Ludwig Wittgenstein) – Regie: Heinz von Cramer (Hörspiel – SR und DeutschlandRadio Berlin)
- 2001: Józef Ignacy Kraszewski: Gräfin Cosel (Erzähler) – Regie: Walter Niklaus (Hörspiel (5 Teile) – MDR)
- 2007: Matthias Schamp: Der Aufstand in den Sinnscheiße-Bergwerken – Regie: Beate Andres (Hörspiel – WDR)
- 2003: Jules Verne: 20.000 Meilen unter den Meeren (Nemo) – Regie: Walter Adler (Hörspiel – MDR/RB)
- 2011: W. G. Sebald: Austerlitz – Regie: Stefan Kanis (Hörspiel – MDR)
- 2012: Tom Peuckert: Touristen — Regie: Nikolai von Koslowski für den ARD Radio Tatort Produktion: rbb
- 2013: Gunnar Gunnarsson: Schwarze Vögel – Regie: Judith Lorentz (Hörspiel – DKultur)

## Synchronrollen (Auswahl)

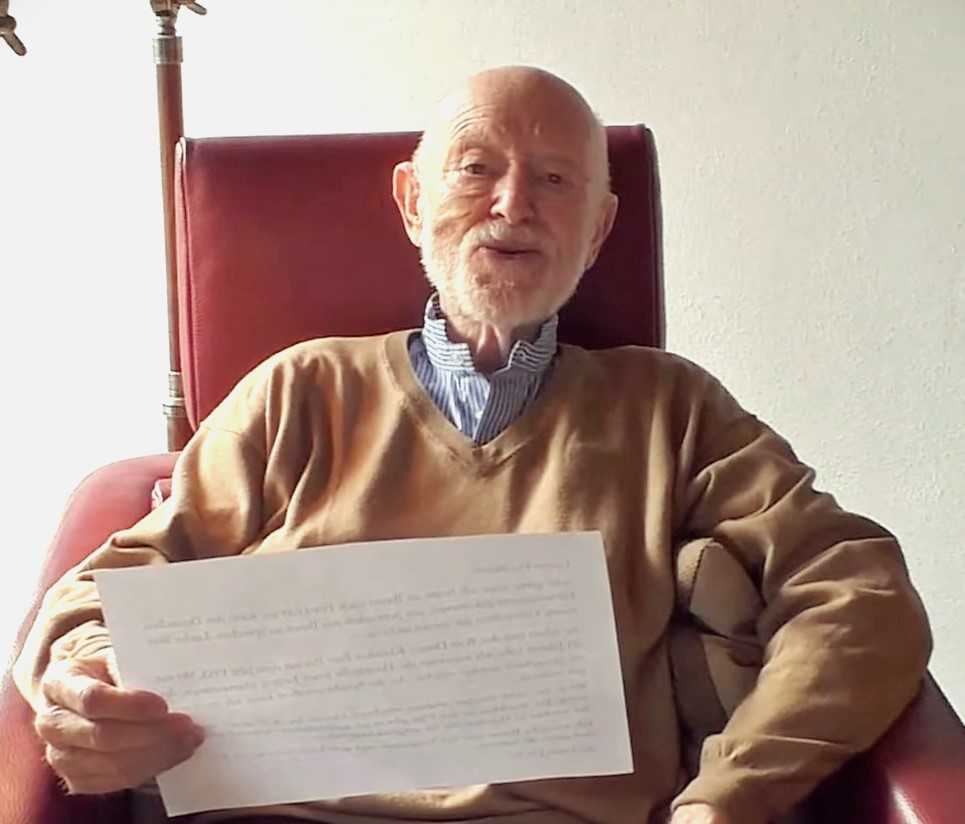
Ernst Jacobi, 2020

Quelle: Deutsche Synchronkartei
| Schauspieler      | Film/Serie                                         | Rolle            |
| ----------------- | -------------------------------------------------- | ---------------- |
| Bobby Driscoll    | Peter Pan                                          | Peter Pan        |
| Christopher Lloyd | Zurück in die Zukunft                              | Dr. Emmett Brown |
| Ernst Jacobi      | Mein Name ist Victor                               | Milos            |
| Farley Granger    | Cocktail für eine Leiche (1. Synchro im Jahr 1963) | Phillip Morgan   |
| Herb Kerns        | Der Tod kennt keine Wiederkehr                     | Herbie           |
| Jimmy Boyd        | Wer den Wind sät                                   | Howard           |
| Nick Adams        | Bettgeflüster                                      | Tony Walters     |
| Michael Moriarty  | Holocaust – Die Geschichte der Familie Weiss       | Erich Dorf       |